# Der Fluch (Band)
Der Fluch ist ein Nebenprojekt der Musikgruppe OHL. Die Band wurde 1981 von Deutscher W gegründet.

## Geschichte
In der Anfangszeit war die Musik von Psychobilly-Bands wie The Cramps und Meteors sowie natürlich von OHL geprägt. Das erste Album erschien 1982 auf Rock-O-Rama. Noch im gleichen Jahr veröffentlichten sie die Single Gesandter des Grauens. Der Fluch beteiligte sich auch an dem ersten Rock-O-Rama-Sampler Die Deutschen kommen.
12 Jahre lag die Band auf Eis, bis 1994 die CD Für immer erschien. Der musikalische Stil hatte sich gewandelt, die Musik wurde härter und passte sich mehr der Hauptband an. Die Texte sind nach wie vor von den Hammer-Filmen und den B-Filmen des Universal Studios beeinflusst. 1994 erschien das Lied Betet für uns auf dem Sampler Godfathers of German Gothic und würdigt damit den Einfluss von Der Fluch auf die deutsche Gothic-Rock-Szene. Bis 2002 erschienen weitere drei Alben der Band. Der Fluch war auch an verschiedenen Kompilationen, u. a. der Willkommen-zur-Alptraummelodie- und Soundtracks-zum-Untergang-Reihe beteiligt.
Die Band ist immer noch existent, spielt aber nur sporadisch live. 2007 wurden mehrere Live-Auftritte zusammen mit Xandria und Lacrimas Profundere abgesagt, da die Band dem Veranstalter „zu unchristlich“ war. Die Musikgruppe war auf dem Wave-Gotik-Treffen im gleichen Jahr zu sehen. Sie spielten dort auch ein OHL-Stück (Warschauer Pakt). Geschichten aus der Gruft enthält neben drei neuen Liedern Neueinspielungen von Liedern aus den frühen Werken der Band.

## Rezeption

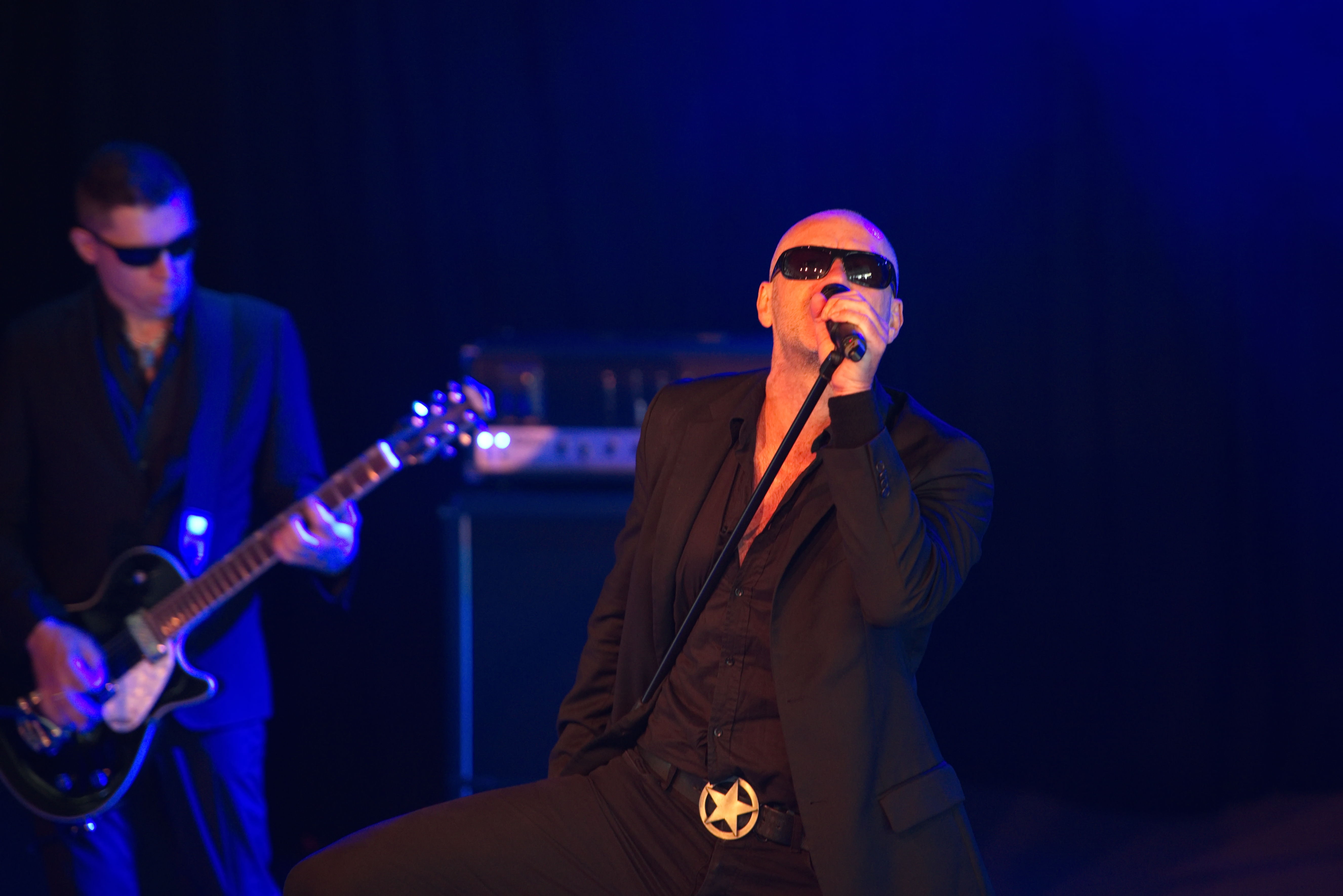
Deutscher W. live mit Der Fluch beim Amphi Festival 2016

Obwohl die Band eine der ersten war, die Deutschpunk mit Misfits-ähnlichen Texten versah, wurden sie in Deutschland zunächst belächelt. Die Frühwerke gelten heute als gesuchte Raritäten, verkauften sich aber zu ihrer Zeit nicht gut.

## Diskografie
- 1982: Der Fluch
- 1982: Die Gesandten des Grauens (Single)
- 1994: Für immer
- 1996: Im Feuer der Liebe
- 1998: Verlorene Seelen
- 2000: Sünde[5]
- 2002: Die Nacht des Jägers
- 2007: Geschichten aus der Gruft
- 2008: Im Dorf der Verdammten
- 2014: Verflucht
- 2015: Lebendig begraben! (DVD)